# 赤岩山 (秋田県)
赤岩山（あかいわやま）は、秋田県鹿角市と小坂町の境界に位置する山である。

## 概要
標高785.5m。十和田湖を囲む外輪山の一つで、同湖の南岸に位置する。
国道103号の発荷峠から甲岳台展望台を経て山頂に至る登山路があり、十和田湖の雄大な景色を眺めながら、四季を通じて自然観察をすることができる。なお、途中までは林道が開設されているが悪路である。

## 観光
赤岩山の北西山麓は十和田湖に接し、付近の湖畔には休平（秋田県側）、休屋（青森県側）などがあり、観光地として賑わっている。